# Thallumetus parvulus
Thallumetus parvulus là một loài nhện trong họ Dictynidae.
Loài này thuộc chi Thallumetus. Thallumetus parvulus được Elizabeth Bangs Bryant miêu tả năm 1942.